# 博爱中路站
博爱中路站是佛山地铁3号线的一个车站，位于中国广东省佛山市南海区狮山工业大道北与博爱中路交叉口。该站于2024年8月23日启用。
本站與位於东北角的狮山车辆段接轨。

## 车站结构

### 车站楼层
本站为地下两层岛式车站，总长度为335米。
| 地下一层 | 站厅     | 售票机、客服中心、商店、警务室、安检设施 |  |  |
| 地下二层 | 1 站台   | █3号线 佛山大学方向（下站：南海大学城）  |  |  |
|          | 岛式站台 |                                          |  |  |
|          | 2 站台   | █3号线 联和方向（下站：科盛路）          |  |  |

### 站台
本站设有一个岛式站台，位于狮山工业大道北的地底。车站北侧设有双存车线，并与狮山车辆段接轨。

### 出入口
本站设有A、B、C、D、E五个出入口，分布于狮山工业大道北的东西两侧。车站启用初期，仅开放B-E口供乘客进出。
|                                           |                                                       |      |          | |
| 編號                                      | 设施                                                  | 照片 | 出口指示 | 建議前往的目的地                                                                                              |
| B                                         | 盲道标志 · 扶手电梯标志                               |      | 科园路   | 狮山工业大道北                                                                                                |
| C                                         | 盲道标志 · 无障碍通道标志 · 升降机标志 · 扶手电梯标志 |      | 博爱中路 | 狮山工业大道北、狮山工业园B区市场公交车站（东行）、博爱科韵路口公交车站（东行）、博爱罗穆路口公交车站（东行） |
| D                                         | 盲道标志 · 扶手电梯标志                               |      | 博爱中路 | 狮山工业大道北、狮山工业园B区市场公交车站（西行）、博爱科韵路口公交车站（西行）                               |
| E                                         | 盲道标志 · 无障碍通道标志 · 升降机标志 · 扶手电梯标志 |      | 博爱中路 | 狮山工业大道北、博爱罗穆路口公交车站（西行）                                                                  |
| 註： 設有 \| 設有 \| 設有 \| 設有扶手電梯 |                                                       |      |          | |

## 历史
3号线于2012年获批时已有设置狮山东站，属于高架站，同时也是线路北端终点站。2013年，3号线确定从本站北延，车站成为中途站。2015年，本站改为地下站，并更名为狮山站。2022年，本站定名为博爱中路站。
本站于2016年11月18日正式开工建设，3号线的开工仪式亦于该日在本站举行。2017年10月4日，本站首块底板浇筑成功，开始进入主体结构施工阶段。
2018年12月25日，本站主体结构顺利封顶。2023年10月18日，本站率先开启综合联调。
2024年8月23日，本站随3号线“联和至佛山大学”段开通而启用。

## 未来发展
未来，本站将成为3号线和8号线的换乘站。8号线为远期规划线路，规划设置于博爱中路地底，与3号线十字交叉。本站3号线部分建设时，在站厅层预留了换乘通道的接口。